# Jacques-Henri Brunet
Jacques-Henri Brunet, född 17 juni 1967, är en friidrottare från Centralafrikanska republiken. Han deltog vid olympiska sommarspelen 1992.